# Antonio María Esquivel
Antonio María Esquivel y Suárez de Urbina (n. 8 martie 1806, Sevilla, Regatul Sevillei⁠(d), Spania – d. 9 aprilie 1857, Madrid, Noua Castilie⁠(d), Spania) a fost un pictor spaniol în stil romantic, specializat în portrete.

## Biografie
Esquivel s-a născut la Sevilla. Tatăl său a fost un ofițer de cavalerie care a fost ucis în bătălia de la Bailén în 1808. Și-a început studiile la Real Academia de Bellas Artes de Santa Isabel de Hungría⁠(d) din Sevilla. Acolo s-a familiarizat cu tehnicile picturale practicate de Murillo.
În 1831, fiind deja căsătorit și având nevoie de un loc de muncă, s-a mutat la Madrid și s-a înscris la Real Academia de Bellas Artes de San Fernando, devenind bursier de merit. S-a implicat, de asemenea, în viața intelectuală a Madridului și, în 1837, a participat activ la înființarea „Liceului Artistic și Literar” local, unde a ținut cursuri de anatomie, materie pe care o va preda mai târziu la Academia San Fernando.

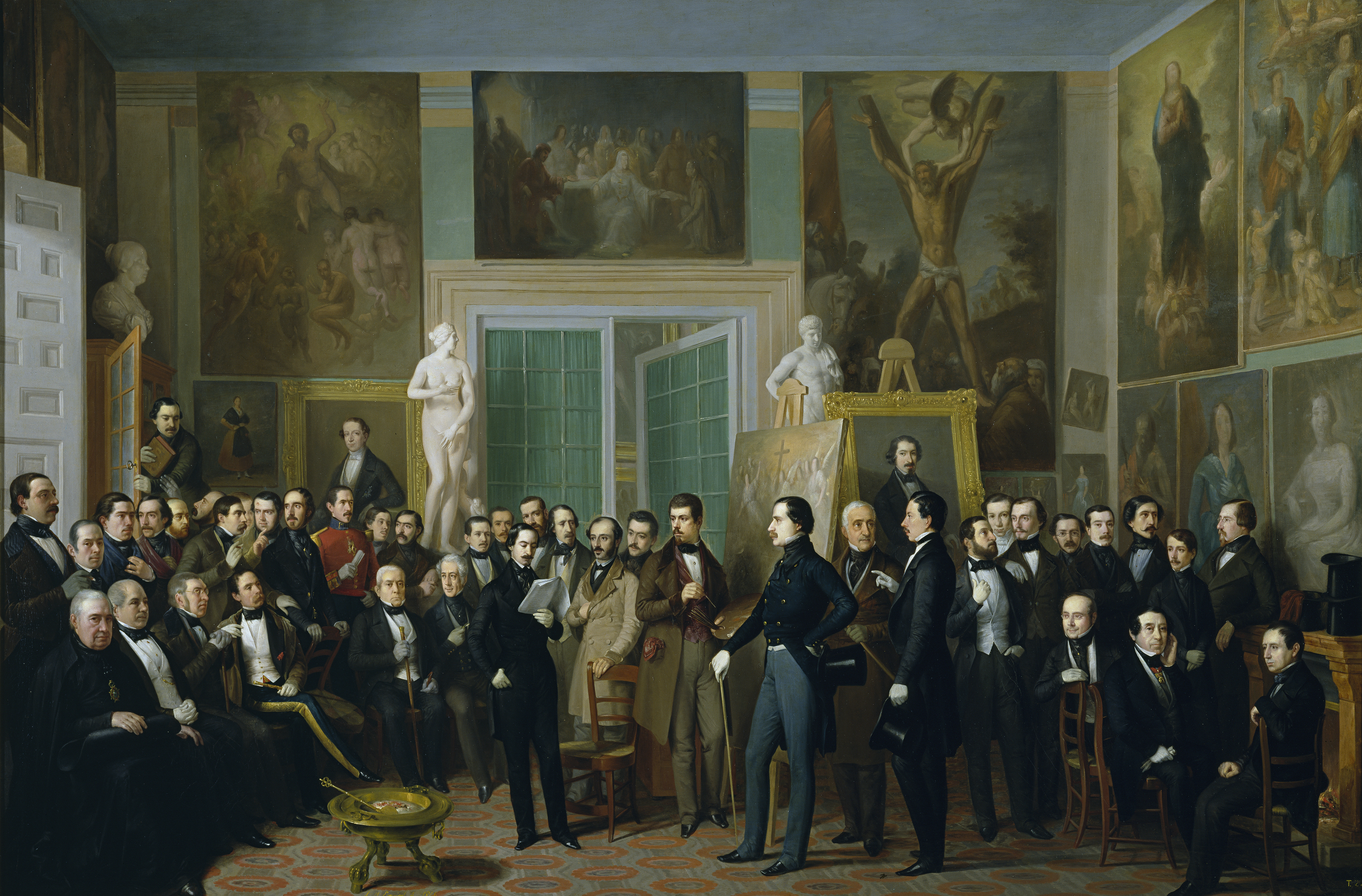
Poeții contemporani s-au adunat în atelierul lui Esquivel (1846). Participanții sunt identificați pe pagina picturii de la Wikimedia Commons

S-a întors la Sevilla în 1839, suferind de o boală care l-a lăsat aproape orb. Profund deprimat, a încercat să se sinucidă sărind în Guadalquivir. Ulterior, prietenii și colegii săi de la Liceu au făcut o colectă care să-i permită să primească tratament din partea unui oftalmolog în Franța. Datorită sprijinului lor, până la sfârșitul anului 1840 și-a recuperat viziunea.
Printre recunoașterile sale oficiale se numără „Crucea Comandantului” a Ordinului Isabellei Catolica. În 1843, a fost numit pictor al Curții și, în 1847, profesor la Academia San Fernando. A fost membru fondator al „Societății pentru Protecția Artelor Plastice” și a scris o carte despre teoria artei: Tratado de Anatomía Pictórica. A murit la Madrid, la vârsta de 51 de ani.
Fiii lui, Carlos María Esquivel y Rivas și Vicente Esquivel, au devenit și pictori.